# 외농도
외농도(外籠島)는 경기도 화성시 우정읍 매향리에 위치한 섬이다. 농도(籠島)나 농섬이라고도 불리는 무인도로, 1955년부터 50년 동안 민간인의 출입을 통제하고 주한미군의 폭격연습장으로 쓰였다.

## 지리
섬은 북동쪽에서 남서쪽으로 된 타원형 모양이다. 동쪽 해안은 해변으로 되어 있고, 서쪽 해안에는 해식애가 발달해 있다. 섬을 구성하는 암석은 규암과 석영장석질편마암이며, 철 성분이 있는 부분은 붉게 노출되어 있다.
2008년의 조사에서 총 28종의 식물을 확인하였다. 공군의 폭격 연습으로 인하여 원래 섬의 반 이상이 사라졌고, 이전에는 나무가 풍부하였다고 한다. 무척추동물의 경우 총알고둥, 굴, 고랑따개비, 풀게, 긴다리참집게가 우점종이다. 그 밖에 해조류는 발견되지 않았다.